# Metropolia di Pergamo e Adramittio
La metropolia di Pergamo e Adramittio (in greco Μητρόπολις Περγάμου και Αδραμυττίου?, Mitrópolis Pergámou kai Adramyttíou) è una sede soppressa del patriarcato di Costantinopoli.

## Storia
La metropolia univa due antiche diocesi di epoca bizantina, la diocesi di Pergamo e la diocesi di Adramittio, suffraganee della metropolia di Efeso, entrambe scomparse tra XIII e XIV secolo.
L'aumento nella regione della popolazione ellenica a partire dalla seconda metà del XVIII secolo, portò il Santo Sinodo del patriarcato di Costantinopoli alla decisione di istituire, il 19 febbraio 1922, la metropolia di Pergamo e Adramittio. La popolazione greco-ortodossa residente si aggirava attorno ai 30 e i 35 mila fedeli.
Primo e unico titolare della metropolia fu Alexandros Dilanas (1922-1924), trasferito dalla metropolia di Anea. Infatti a causa della guerra greco-turca (1919-1922) e dello scambio di popolazioni tra Grecia e Turchia imposto dal trattato di Losanna del 1923, nel territorio della sede metropolitana non ci sono più cristiani ortodossi e di fatto la sede non è più attiva.
Il titolo di metropolita di Pergamo e Adramittio è ancora assegnato, ma è un semplice titolo vescovile non residenziale.

## Cronotassi

### Metropolita residente
- Alessandro Dilanas † (19 febbraio 1922 - 9 ottobre 1924 eletto metropolita di Zichni e Nevrokopi)[3]

### Metropoliti titolari
- Adamanzio Kasapidis † (9 ottobre 1943 - 25 novembre 1958 deceduto)[4]
- Giovanni Zizioulas † (22 giugno 1986 - 2 febbraio 2023 deceduto)[5]